# Basileocephalus pictipennis
Basileocephalus pictipennis är en insektsart som först beskrevs av Walker 1870.  Basileocephalus pictipennis ingår i släktet Basileocephalus och familjen Derbidae. Inga underarter finns listade i Catalogue of Life.